# William V. Pratt
William Veazie Pratt (28 de fevereiro de 1869 – 25 de novembro de 1957) foi um almirante da Marinha dos Estados Unidos. Ele serviu como presidente da Escola de Guerra Naval de 1925 a 1927, e como 5º Chefe de Operações Navais de 1930 a 1933.

## Início da vida
William V. Pratt nasceu em Belfast, Maine. Ele era filho de Nichols Pratt, que serviu na Marinha da União durante a Guerra Civil Americana com o posto de mestre interino.

## Carreira naval
Depois de se formar na Academia Naval dos Estados Unidos em 1889, Pratt serviu em vários cruzadores e canhoneiras, visitando a Europa, América do Sul e Ásia. Durante 1895-1897, o Alferes Pratt teve o primeiro de três passeios de instrutor na Academia Naval. Ele foi designado para a canhoneira USS Mayflower durante a Guerra Hispano-Americana e para o cruzador USS  Newark depois. Enquanto no último, ele retornou às águas asiáticas, onde viu ação na Guerra Filipino-Americana. Uma segunda sessão da Academia Naval se seguiu em 1900-1902, após a qual ele serviu no navio- almirante USS Kearsarge da Frota do Atlântico Norte.
A última turnê da Academia Naval do tenente-comandante Pratt ocorreu em 1905-1908. Ele então foi oficial executivo dos cruzadores USS St. Louis e USS California. Promovido ao posto de comandante em 1910, Pratt foi instrutor na Escola de Guerra Naval em 1911-1913 e passou os dois anos seguintes na Flotilha de Torpedo do Atlântico, muito disso como comandante de sua nau capitânia, o cruzador de escoteiros USS Birmingham. Capitão Pratt foi designado para o Exército dos Estados Unidos no Panamá e no Colégio de Guerra do Exército em 1915-1917. Durante a Primeira Guerra Mundial ele serviu em Washington, D.C. como Chefe Adjunto de Operações Navais em 1918.
Pratt estava no mar em 1919-1921 como comandante do encouraçado USS New York e como Comandante Destroyer Force, Pacific Fleet. Após a promoção a contra-almirante em meados de 1921, ele foi membro do Conselho Geral em Washington, D.C., e atuou como consultor técnico durante as negociações que levaram ao Tratado de Limitações Navais de Washington de fevereiro de 1922. Ele comandou uma divisão de encouraçados em 1923-1925 e foi presidente do tribunal de inquérito que examinou o 8 de setembro de 1923 Honda Point Disaster. Atribuições seguidas para o Conselho Geral e como presidente do Colégio de Guerra Naval. Em 1927, voltou ao mar como Comandante de Divisões de encouraçados, Frota de Batalha. Um ano depois, tornou-se Comandante da Frota de Batalha no posto de almirante e em 1929-1930 foi comandante em chefe da Frota dos Estados Unidos.
O trabalho de Pratt com a frota dos EUA foi interrompido no início de 1930 por uma viagem à Inglaterra para participar da conferência de Londres que limitou ainda mais o tamanho das principais marinhas do mundo. Ele se tornou Chefe de Operações Navais em setembro de 1930 e passou quase três anos nesse cargo, durante um período em que as demandas econômicas da era da Depressão tornavam muito difícil manter o tamanho e a prontidão da Marinha. Durante seu mandato, ele também ajudou o comandante da Guarda Costeira Harry G. Hamlet a desencorajar o presidente Franklin D. Roosevelt de fundir a Marinha e a Guarda Costeira. Pratt concordou com a decisão do presidente Herbert Hoovers ênfase no desarmamento e acompanhou o adiamento de novas construções e o corte da frota. Outros oficiais navais discordaram fortemente das políticas de Hoover.

## Mais tarde na vida
Aposentado no início de julho de 1933, Pratt morou depois disso no Maine e na cidade de Nova York. Durante a Segunda Guerra Mundial, ele escreveu uma coluna regular para uma revista de circulação nacional e passou vários meses no serviço ativo do Departamento da Marinha em 1941, estudando medidas para combater a ameaça submarina alemã. Pratt morreu em 1957.

## Legado
Em 1960, o destróier USS William V. Pratt (DLG-13, mais tarde DDG-44) foi nomeado em homenagem ao Almirante Pratt.